# Georges Laurent
Pour les articles homonymes, voir Laurent.
Georges Laurent (Paris, 7 juin 1886 – Vichy, 22 septembre 1964) est un flûtiste français.

## Biographie
Georges Laurent, reçoit sa première éducation de son oncle, le hautboïste Louis Bas. Il étudie ensuite en privé avec Philippe Gaubert dès 1897, avant d'entrer en 1902 au Conservatoire de musique et de déclamation à Paris, où il travaille avec Paul Taffanel et obtient le premier prix dans sa discipline en 1905. Il intègre alors l'Orchestre Colonne.
Après la guerre, il est première flûte de l'Orchestre de la Société des concerts du Conservatoire, avec lequel il effectue une tournée aux États-Unis. Il reste à Boston et est première flûte solo de l'Orchestre de Boston jusqu'en 1952. Il enseigne dès 1923 au New England Conservatory, où parmi ses élèves figurent Claude Monteux et Robert Willoughby.
Bohuslav Martinů lui a dédicacé sa Sonate pour flûte H. 306 (1945) et Daniel Gregory Mason, son opus 13 : 3 Pièces pour flûte, harpe et quatuor à cordes (c. 1911-12, publ. 1923).